# Johnny Vedia
Johnny Franklin Vedia Rodríguez (Huanuni, Bolivia; 7 de enero de 1969) es un médico cirujano, auditor financiero, abogado y político boliviano. Actualmente es el Gobernador del Departamento de Oruro desde el 3 de mayo de 2021.

## Biografía
Johnny Vedia nació el 7 de enero de 1969 en la localidad minera de Huanuni ubicada en la provincia de Dalence del departamento de Oruro. Su padre fue un trabajador minero y su madre fue ama de casa. En 1974 y cuando Johnny tenía apenas cinco años de edad, su familia decidió emigrar a la ciudad de Oruro donde su padre empezó a trabajar como transportista. En esta ciudad, Johnny Vedia saldría bachiller del "Colegio La Salle" el año 1986. Continuó con sus estudios superiores y se trasladó a vivir a la ciudad de Sucre donde ingresó a estudiar la carrera de medicina en la Universidad San Francisco Xavier de Chuquisaca de donde se graduó como médico cirujano de profesión.
Posteriormente, Vedia se trasladó a vivir por un tiempo a la Argentina con el objetivo de realizar especializaciones en el área médica y obtuvo una maestría en efectividad clínica en el Hospital Italiano perteneciente a la Universidad de Buenos Aires. El año 2005, Vedia decide retornar a Bolivia donde continuó con sus estudios de posgrado, obteniendo varios diplomados en salud pública, epidemiología y gestión de establecimientos de salud y ya finalmente, Vedia realizó una especialización en "auditoria médica y gestión de calidad" en diferentes casas de estudios superiores del país; entre ellas la en Universidad Mayor de San Simón (UMSS), en la Universidad Autónoma Gabriel René Moreno (UAGRM) y en la Universidad Autónoma Juan Misael Saracho (UAJMS) de Tarija. En 2016, ingresó a estudiar la carrera de derecho en la Universidad Técnica de Oruro (UTO) de donde se tituló como abogado de profesión ya en el año 2021.

### Vida laboral
Durante gran parte de su vida laboral, Johnny Vedia ha trabajado mayormente en la Gobernación de Oruro bajo el mando de 3 gobernadores distintos. Cabe mencionar que después de retornar de Argentina, ocupó el cargo de Director Técnico del Servicio Departamental de Salud (SEDES) en la entonces denominada "Prefectura Orureña" bajo el mando del entonces Prefecto (Gobernador) Luis Alberto Aguilar, ocupando dicho cargo desde el año 2009 hasta 2010. Posteriormente, ingresó también a trabajar al Ministerio de Salud y Deportes de Bolivia durante la gestión de la ministra Nila Heredia, ocupando desde 2010 hasta 2013 un puesto de mediana jerarquía como el de Director Nacional de Servicios de Salud.
En el año 2013, el entonces gobernador del Departamento de Oruro Santos Tito decide convocar a Johnny Vedia para que vuelva nuevamente a ocupar el cargo de Director del SEDES de Oruro donde estuvo trabajando por un año más hasta el año 2014. Después de dejar el SEDES, Johnny Vedia se fue a trabajar por un tiempo a la Caja Petrolera de Salud (CPS) donde estuvo como jefe médico. 
Pero en el año 2020, el nuevo gobernador orureño Edson Oczachoque decidió llamar nuevamente a Johnny Vedia para que vuelva a la gobernación y le otorga el alto cargo de Secretario General del Gobierno Autónomo Departamental de Oruro.

## Carrera Política

### Candidatura
Johnny Vedia ingresa oficialmente a la política boliviana cuando decide participar en las elecciones subnacionales de 2021 como candidato a la gobernación orureña. Ya el 15 de diciembre de 2020, organizaciones sociales de la circunscripción 29 y 31 del Departamento de Oruro deciden proclamar al médico Vedia como candidato a Gobernador en representación del partido político del Movimiento al Socialismo (MAS-IPSP). Pero al igual que él, a la vez hubo otros precandidatos del mismo partido del MAS-IPSP que también quisieron llegar a ser gobernadores y entre ellos estaba el ingeniero agrónomo César Gómez López en representación de las bases del Distrito 2 de la ciudad de Oruro, así también estaba el exgobernador interino Zenón Pizarro Garisto en representación de la Circunscripción 32, pero que al final fue cambiado por el exalcalde del municipio de Turco Freddy Mollo Mollo. Otro sector que propuso a su propio candidato fueron las mujeres indígenas "Bartolinas Sisa" que proclamaron a la exsenadora y dirigenta sindical Roxana Camargo como futura gobernadora. En cambio, otra de las candidaturas que levantó más polémica fue la de Francisca Alvarado Pinto quién es la madre de Eva Liz Morales Alvarado (hija de Evo Morales Ayma) en representación de la Federación de Mujeres Campesinas de Oruro y una parte de la Federación Sindical Única de Trabajadores Campesinos de Oruro (Fesutco). Pero al final fue descartado su participación en los comicios.
Finalmente el 22 de diciembre de 2020, el Pacto de Unidad proclamó a Johnny Vedia como su candidato oficial del MAS-IPSP a la gobernación de Oruro.